# کتابخانه لاپک
لاپک یک بسته کتابخانه نرم‌افزاری استاندارد جبر خطی است. این بسته سابروتین‌هایی را برای حل دستگاه معادلات خطی، حداقل مربعات خطی و تجزیه مقدارهای منفرد فراهم می‌کند. این بسته همچنین روتین‌هایی برای تجزیه ماتریس‌ها به روش پایین و بالا مثلثی، کیو آر، چولسکی و شور در خود دارد. لاپک نخستین بار در فورترن ۷۷ نوشته شد ولی بعدا در نسخه ۳.۲ به فورترن ۹۰ منتقل شد. روتین‌های لاپک قابلیت کار باهر دو اعداد حقیقی و مختلط را دارا‌‌‌‌می‌باشد البته باید توجه داشت که در رایانه امکان پشتیبانی از تمام اعداد حقیقی وجود ندارد و برای شبیه‌سازی این اعداد از سیستم ممیز شناور استفاده می‌شود. در این سیستم اعداد دقت‌های نیمه، منفرد و دوگانه را دارند که در لاپک از موار دقت منفرد و دوگانه پشتیبانی می‌شود.